# Muurschildering Emanuel van Meterenstraat
Muurschildering Emanuel van Meterenstraat is een kunstwerk in de vorm van een muurschildering in Amsterdam Nieuw-West.
De muurschildering uit oktober 2016 is een initiatief van een bewoner van de wijk Emanuel van Meterenbuurt (vernoemd naar de Emanuel van Meterenstraat, op zich in 1955 vernoemd naar Emanuel van Meteren). Deze vond dat een blinde gevel aan die straat, maar van gebouw Hendrik van Wijnstraat 10 (HW10), wel wat versiering kon gebruiken. Hij vroeg daarop bevriend kunstenaar Nils Westergard uit Richmond (Virginia), Verenigde Staten, in Amsterdam voor een tentoonstelling, een muurschildering te plaatsen; alzo gedaan op 13/14 oktober 2016. Westergard zette in die jaren muurschilderingen op tientallen gevels verspreid over de wereld.
Toen daarop de volgende dag gebruikers van het gebouw (een zogenaamde broedplaats) de schildering van een dromerige vrouw ontdekten, werd afkeurend gereageerd. Onder de kunstenaars van de broedplaats werd een stemming gehouden, waarbij het merendeel voor verwijdering stemde. Daarop kwamen juist de buurtbewoners in het verweer; zij vonden hem prachtig en wilden hem behouden. Het resultaat was dat de muurschildering bleef (gegevens 2020).
De silhouet van een vlinder in de rechterbovenhoek is Westergards handtekening.